# 原康夫
原 康夫（はら やすお、1934年3月30日 - 2024年2月13日）は日本の理論物理学者、理学博士。筑波大学名誉教授。専門は素粒子理論、科学教育。

## 経歴
1934年に神奈川県鎌倉市で生まれる。東京都立大学附属高等学校を経て、1957年に東京大学理学部物理学科卒業、1962年に東京大学大学院数物系研究科博士課程を修了する。同年に東京教育大学理学部助手、1966年から助教授を経て、1975年に筑波大学物理学系教授となる。1992年に筑波大学副学長に就任する。1997年に定年退職し名誉教授となった後に、2004年まで帝京平成大学情報学部教授を務めた。
この間、カリフォルニア工科大学、シカゴ大学、プリンストン高等研究所、トリエステ国際理論物理学センターなどの研究員、2004年から工学院大学CPDセンター客員教授を歴任した。
研究・教育活動として国内では日本物理学会、日本高等教育学会、国外ではアメリカ物理学会、アメリカ物理教師協会に所属した。1977年に牧二郎京都大学基礎物理学研究所教授と仁科記念賞を共同受賞した他、多数の物理教育の教材を執筆し、出前授業を行うなど物理学の普及に努めた。趣味は合唱、オペラ鑑賞である。
2024年2月13日、死去した。死没日付をもって正四位に叙された。

## 表彰
- 1977年：仁科記念賞（「素粒子の四元模型の研究」）
- 2012年：瑞宝中綬章[4]

## 著書

### 単著
- 『素粒子の起源』（共立出版、1980年）
- 『電磁気学入門』（学術図書出版社、1984年）
- 『量子の不思議』（中央公論社、1985年）
- 『量子色力学とは何か』（丸善、1986年）
- 『基礎物理学』（学術図書出版社、1991年/改訂版、1996年/第3版、2006年）
- 『物理学基礎』（学術図書出版社、1991年/第3版、2004年）
- 『物理学通論（1）（2）』（学術図書出版社、1991年）
- 『物理学』（学術図書出版社、1991年）
- 『詳解物理学』（東京教学社、1991年）
- 『力学』（東京教学社、1992年）
- 『力学と電磁気学』（東京教学社、1994年）
- 『量子力学』（岩波書店、1994年）
- 『電磁気学（要論と演習）』（東京教学社、1996年）
- 『力学（要論と演習）』（学術図書出版社、1996年）
- 『力学（理工系の基礎物理）』（学術図書出版社、1998年）
- 『電磁気学（理工系の基礎物理）』（学術図書出版社、1999年）
- 『物理はこんなに面白い』（日本経済新聞社、1999年）
- 『基礎からの力学』（学術図書出版社、2000年）
- 『基礎からの物理学』（学術図書出版社、2000年）
- 『物理学入門』（学術図書出版社、2005/増補版、2008年）
- 『数学といっしょに学ぶ力学』（学術図書出版社、2007年）
- 『ワンフレーズ力学』（学術図書出版社、2008年）

### 共編著
- 『物理学』（編著、桜井邦朋編、東京教学社、1989年）
- 『現代物理学』（阿部龍蔵・川村清監修、裳華房、1998年）
- 『素粒子物理学』（共著、稲見武夫・青木健一郎著、朝倉書店、2000年）
- 『電磁気学（2）（3）』（編著、裳華房、2001年）
- 『素粒子物理学』（阿部龍蔵・川村清監修、裳華房、2003年）
- 『工科系のための現代物理学』（共著、阿部龍蔵・川村清監修、岡崎誠著、裳華房、2006年）

### 論文
- 国立情報学研究所収録論文 国立情報学研究所.2010-05-06閲覧。